# Fungia seychellensis
Espèce
Statut CITES
Fungia seychellensis est une espèce de coraux appartenant à la famille des Fungiidae.